# Palatalizare
Palatalizarea, cunoscută și sub denumirea alternativă de muiere, este un termen folosit atât în lingvistica sincronică cât și în cea diacronică, care denotă schimbarea pronunțării unei consoane prin apăsarea limbii de palatul dur al gurii. Palatalizarea, ca procedeu fonetic, este o articulare secundară (ca și labializarea sau velarizarea).
În alfabetul IPA palatalizarea se notează cu semnul [ʲ]: [pʲ], [tʲ], [sʲ], [bʲ], [dʲ], [zʲ] etc. Când nu există posibilitatea aceasta, se folosesc consonantele cu o liniuță pentru a denota palatalizare: k→k', p→p', g→g', b→b' etc.

## Exemple
Palatalizarea este un fenomen întâlnit în multe limbi, printre ele numărându-se limba italiană, norvegiana, rusa, etc. Și în limba română poate fi întâlnită, mai ales în regionalisme, când consoanele b, p, m, f și v  sunt palatalizate sub influența vocalei i care le urmează. Un exemplu este regionalismul bade→[badʲe].
Exemplu din limba rusă: a se compara цеп [ʦɛp] („îmblăciu”) cu цепь [ʦɛpʲ] („lanț”).